# John Michael Greer
John Michael Greer (Bremerton, 1 gennaio 1962) è uno scrittore ed esoterista statunitense.Greer blogga settimanalmente su temi quali l'ecologia, la spiritualità e il futuro della società industriale ed è autore di oltre cinquanta libri tra saggi e narrativa. Giunto alla notorietà con il suo blog Archdruid Report, che lanciò nel 2006, Greer blogga ora su Ecosophia.net. Tra il 2003 e il 2015 Greer è stato Grande Arcidruido dell'Antico Ordine dei Druidi in America (AODA). Greer vive a Providence, in Rhode Island.

## Opere tradotte
- John Michael Greer, Dizionario enciclopedico dei misteri e dei segreti, Mondadori, 2008, ISBN 978-88-04-57816-1.
- John Michael Greer, Simboli segreti, Lo Scarabeo, 2010, ISBN 978-88-6527-002-8.
- John Michael Greer, Atlantide, Venexia, 2012, ISBN 978-88-87944-98-3.
- John Michael Greer, La lunga discesa. Una guida per la fine dell'età industriale., Lu:Ce Edizioni, 2019  [2008], ISBN 9788897556305.